# Du, var är brudarna?
Du, var är brudarna? (engelska: Swingers) är en amerikansk långfilm från 1996 i regi av Doug Liman, med Jon Favreau, Vince Vaughn, Ron Livingston och Patrick Van Horn i rollerna.

## Rollista
| Jon Favreau       | – Mike            |
| Vince Vaughn      | – Trent           |
| Ron Livingston    | – Rob             |
| Patrick Van Horn  | – Sue             |
| Alex Désert       | – Charles         |
| Heather Graham    | – Lorraine        |
| Deena Martin      | – Christy         |
| Katherine Kendall | – Lisa            |
| Brooke Langton    | – Nikki           |
| Blake Lindsley    | – Girl with Cigar |